# Betta tussyae
Betta tussyae là một loài cá trong họ Osphronemidae.

## Mô tả
Chiều dài tối đa: 3.7 cm đực.

## Phân bố
Châu Á: Malaysia(được biết đến từ các địa phương phía Nam Pekan, Pahang).

## Hình ảnh

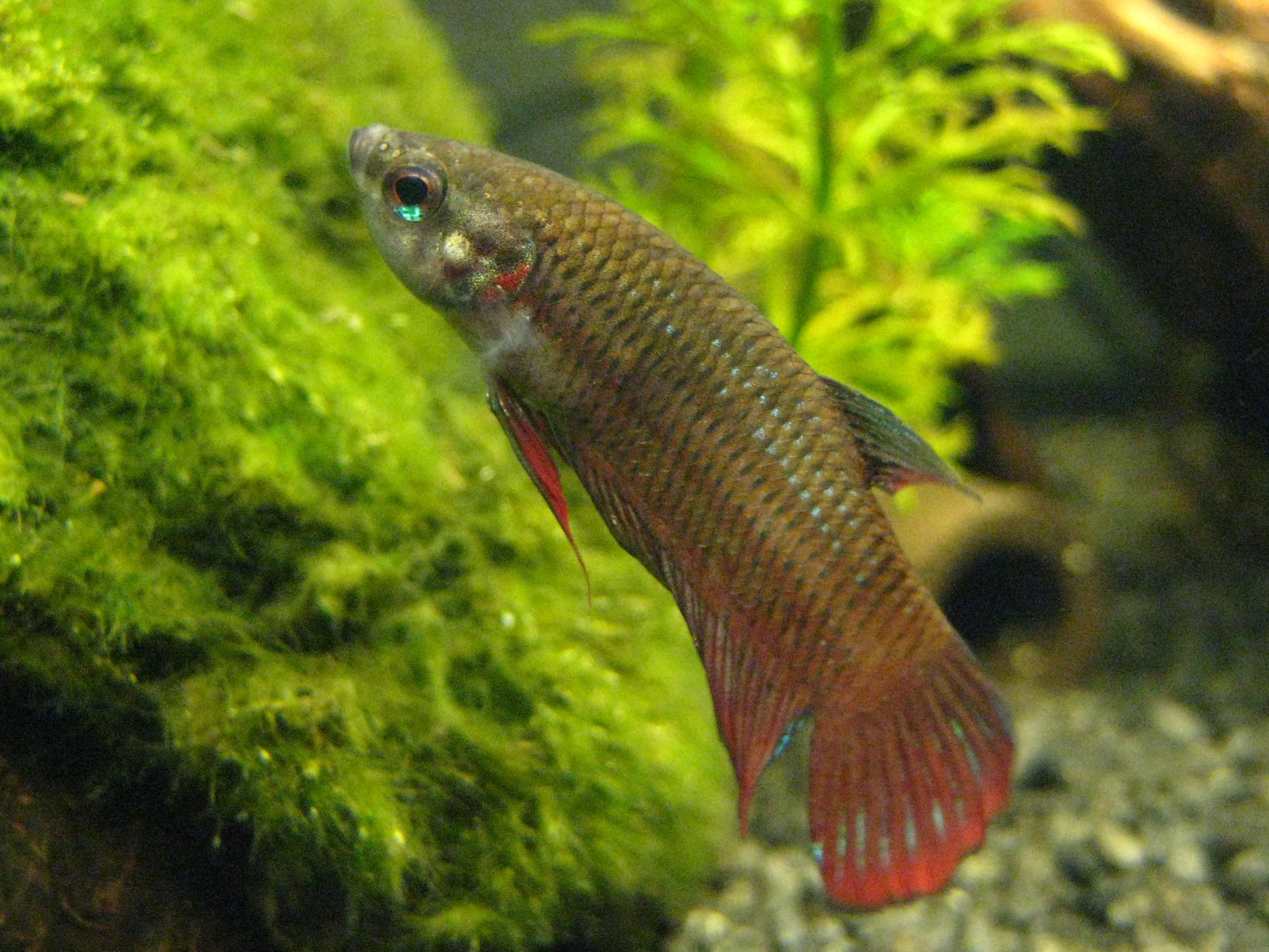
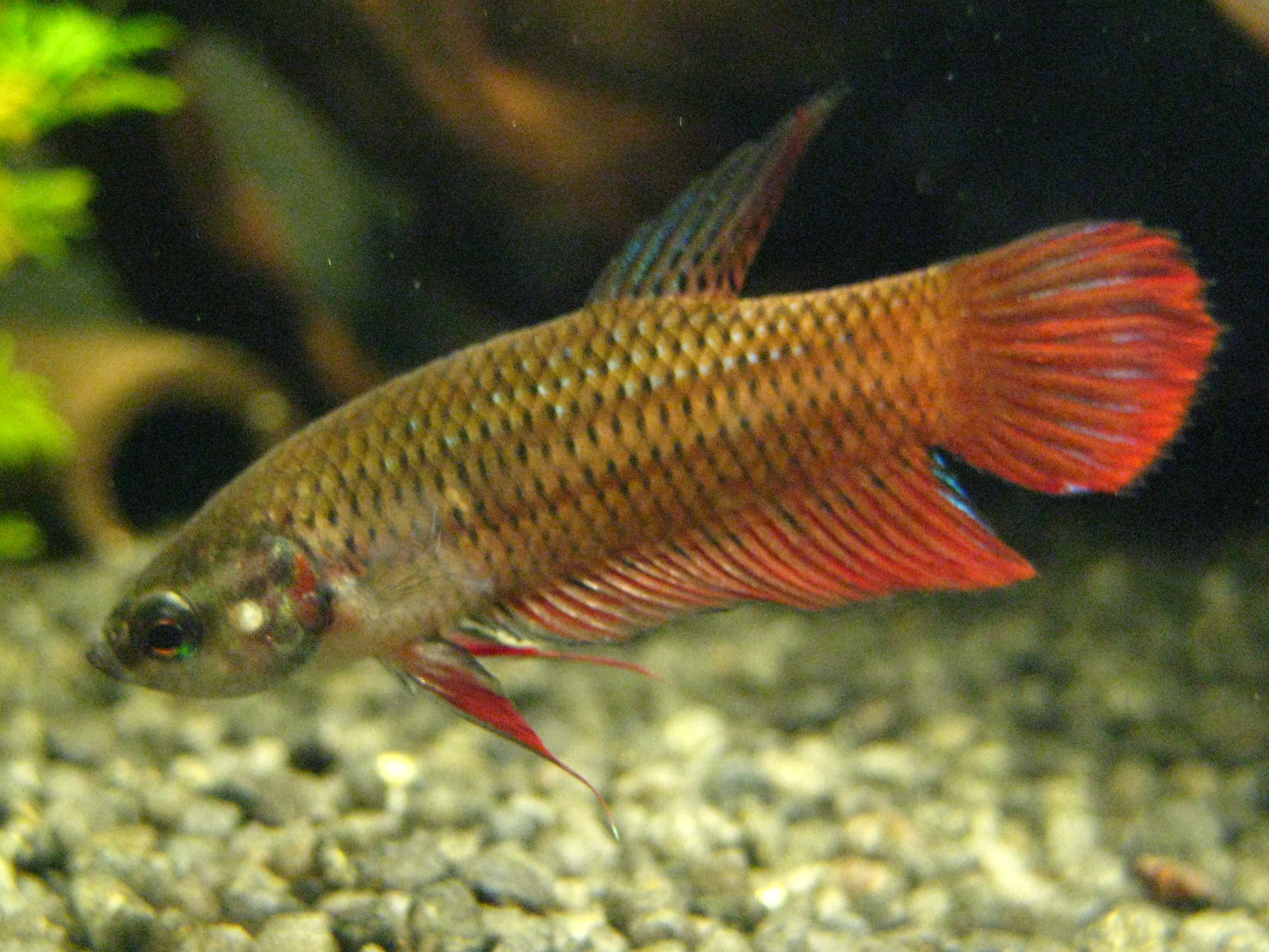
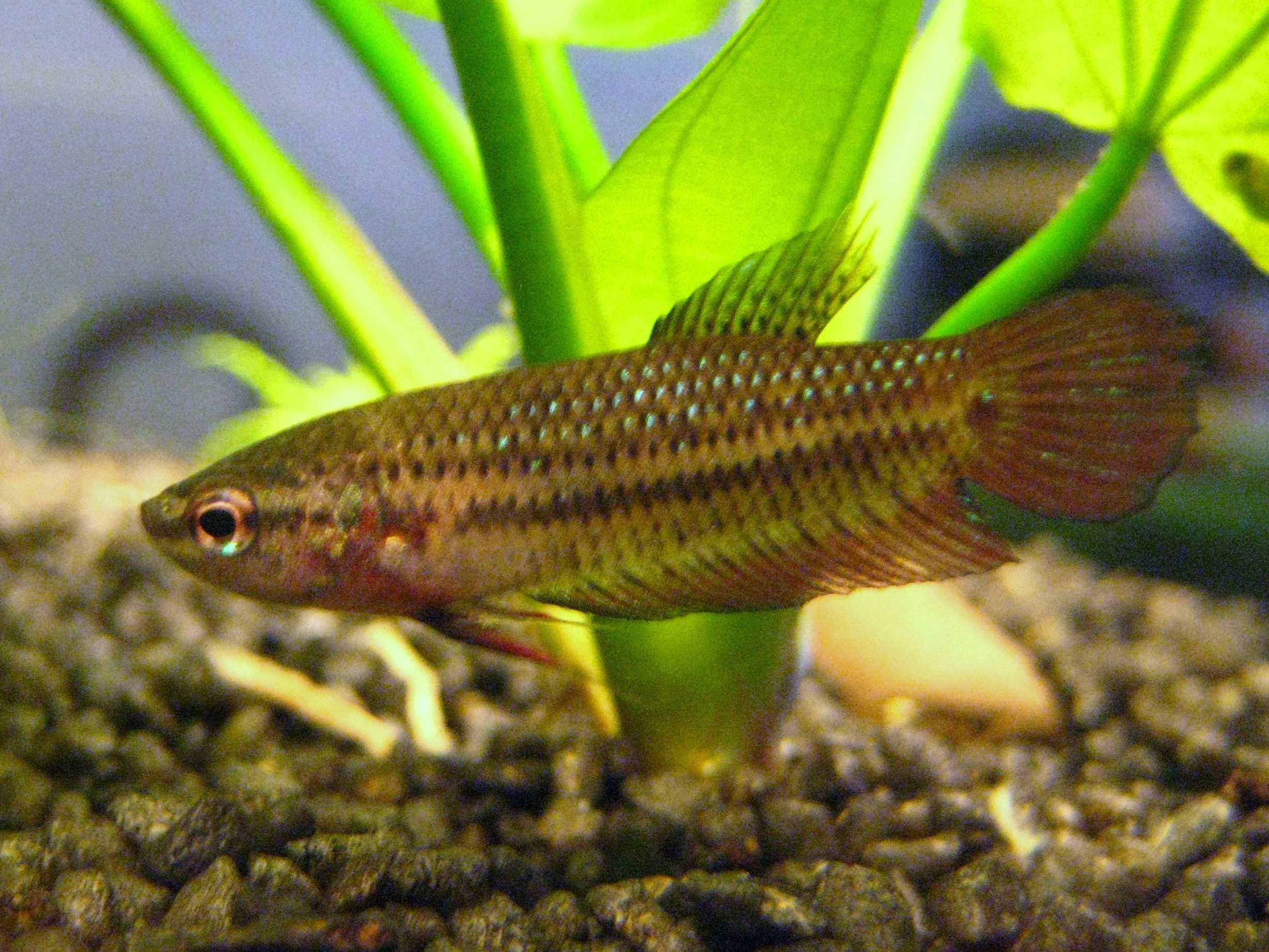